# 特拉夫尼克足球俱樂部
特拉夫尼克足球俱樂部（Nogometni Klub Travnik）是波黑的一家足球俱樂部。位於特拉夫尼克。設立于1922年。球隊目前參加波士尼亞和黑塞哥維那超級足球聯賽的賽事。